# Прапор Орегону

Лицьовий бік прапора Орегону

Зворотний бік прапора Орегону

Прапор Орегону (англ. Flag of Oregon) — один з державних символів 
американського штату Орегон.
Прапор Орегону — єдиний двосторонній прапор серед прапорів штатів США. Прапор являє собою темно синє прямокутне полотнище із золотим зображенням на лицьовому боці печатки штату і на зворотному боці бобра — тварини штату. Над гербом зверху напис Штат Орегон (англ. State of Oregon), під гербом знизу 1859 - рік коли Орегон став 33-им штатом США, що символізують 33 маленькі зірочки навколо герба. Внутрішнє коло містить орла, гори, лося, критий фургон, Тихий океан, де англійський військовий корабель відпливає, а американський пароплав припливає, сніп, плуг, сокиру. На транспаранті напис "Союз" (англ. Union). Сучасний прапор використовується з 1925 року.